# ルイーズ・ドルレアン (1882-1958)
ルイーズ・ドルレアン（フランス語: Louise d'Orléans, 1882年2月24日 - 1958年4月18日）は、フランスのオルレアン家の王女で、ブルボン＝シチリア家のカラブリア公・スペイン王子カルロ・タンクレーディの2度目の妻。前スペイン王フアン・カルロス1世の母方の祖母。スペイン語名はルイサ・デ・オルレアンス（Luisa de Orleans）。

## 生涯
フランス王「フィリップ7世」を名乗るオルレアニストのフランス王位請求者パリ伯フィリップと、その妻であるスペイン王女マリア・イサベルの間の四女として生まれた。1907年11月16日、イングランドのウスターシャーにおいてブルボン＝シチリア家のカルロ・タンクレーディ王子と結婚した。夫は死別した先妻のスペイン王女マリア・デ・ラス・メルセデスとの結婚を通じてスペイン王子（Infante de España）の称号を有していた。
1931年にスペインで第2共和国政府が成立すると、ルイーズとその家族はイタリア、スイスへの亡命を余儀なくされた。ルイーズは1936年、スペイン内戦に身を投じた一人息子のカルロスを亡くしている。フランシスコ・フランコが内戦を収束させて政権を掌握すると、一家はスペインに帰国することが出来た。

## 子女
- カルロス（1908年 - 1936年）
- マリア・デ・ロス・ドロレス（1909年 - 1996年） - 1937年、アウグスティン・ユゼフ・チャトリスキ公と結婚
- マリア・デ・ラス・メルセデス（1910年 - 2000年） - 1935年、スペイン王家家長バルセロナ伯フアンと結婚
- マリア・デ・ラ・エスペランサ（1914年 - 2005年） - 1944年、ペトロポリス系ブラジル皇帝家家長ペドロ・ガスタンと結婚